# Plexus nerveux carotidien interne
Le plexus nerveux carotidien interne est situé sur le côté latéral de l'artère carotide interne.
Dans le plexus il existe parfois la surface inférieure de l'artère un petit gonflement ganglionnaire : le ganglion carotidien.
Il reçoit les fibres parasympathiques post-ganglionnaires en provenance du ganglion cervical supérieur qui remontent le long des parois de l'artère carotide interne.
Il reçoit également des fibres sympathiques :
- du ganglion ciliaire ;
- du ganglion ptérygopalatin : certaines des fibres du plexus carotidien interne convergent pour former le nerf pétreux profond[1] ;
- du ganglion submandibulaire ;
- du ganglion sublingual ;
- du ganglion otique ;
- des nerfs carotico-tympaniques via le nerf tympanique.

Il communique avec le ganglion trijumeau et le nerf abducens.
Ces fibres se répartissent ensuite dans les structures profondes, qui comprennent le muscle tarsal supérieur et le muscle dilatateur de la pupille.
Il distribue des fibres à la paroi de l'artère carotide interne

## Galerie

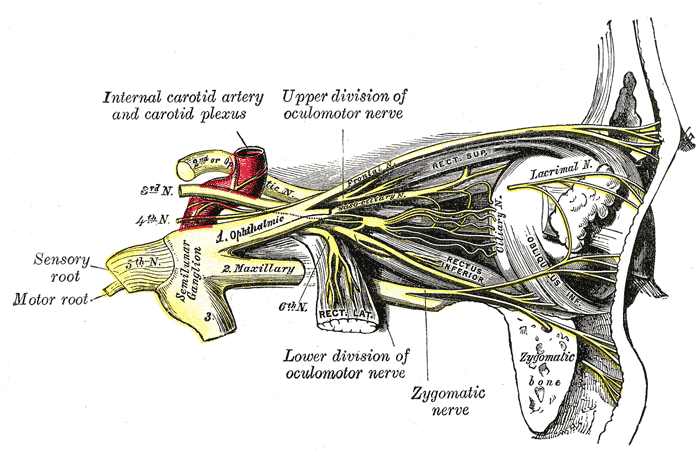
Nerfs de l'orbite et ganglion ciliaire. Vue de côté.
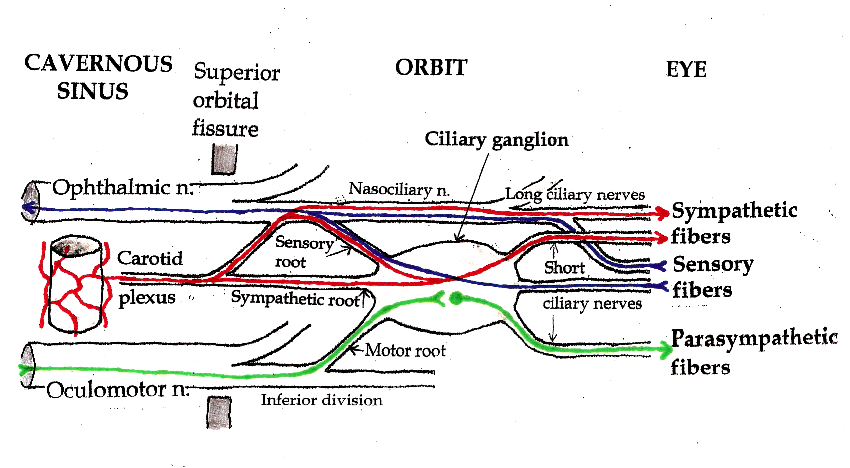
Voies dans le ganglion ciliaire.